# 2018년 미국 중간선거
2018년 미국 중간선거는 미국의 상원과 하원의 의원을 선출하는 선거이다. 2018년 미국 중간 선거를 시행하는 선거일은 미국 현지 시각으로 2018년 11월 6일이다.

## 개요
상원 선거
의석은 33석(제 2석 위한 특별 선거)이다. 2018 상원 각각 정당별 인지도를 색으로 구분된 지도를 통해서 각각 상세한 선호도를 확인할 수 있다.

## 상세 내용

### 상원
상원 의원 중 33명의 상원 의원은 선거를 통해서 선출된다. 현재 공화당과 민주당 간 선거가 시행될 곳은 23석은 민주당, 8명은 공화당 대상이다.(3명은 은퇴, 2명은 무소속이 해당된다.) 상원 의원은 43명의 공화당원과 24명의 민주당원이다. 또한 미네소타와 미시시피에서는 알 프랑켄과 타드 코크란이 비워 놓은 자리를 채우기 위해 다른 두 상원 의원의 공석을 채우기 위해 같은 날 특별 선거가 예정되어 있다.

### 하원
미국 하원 의원 435명 모두가 선거에 출마할 예정이다. 또한 4년 임기의 푸에르토 리코 거주 감독관을 제외하고는 콜럼비아 특별구와 미국 영토에 대한 투표권이 없는 대의원을 선출하기 위해 선거가 실시된다.
11월 6일에 개최된 2018년 하원 의원 선거에서 또는 그 이전에 최소한 8번의 특별 선거가 있을 것이다.
- 2018년 3월 13일에 열린 팀 머피 (Tim Murphy)의 사임에 이어 펜실베이니아 (Pennsylvania)의 18번째 국회의원 특별 선거: 코너 램(민주당)
- 2018년 4월 24일에 열린 트렌트 프랭크 사임 이후, 아리조나의 8대 하원 의원 선거구에서 특별 선거: 데비 레스코 (Debbie Lesko, 공화당)
- 2018년 6월 30일에 개최된 Blake Farenthold의 사임에 따라 텍사스 27대 하원 의원 선거에서 특별 선거: 마이클 클라우드 (Michael Cloud, 공화당)
- 2018년 8월 7일 개최된 Pat Tiberi의 사임에 이어 오하이오주 12대 하원 의원 선거에서 특별 선거: 트로이 발더슨 (공화당)

정규 선거와 동시에 2018년 11월 6일에 존 콘 야스 (John Conyers)의 사임에 이어 미시간 (Michigan)의 13대 하원 의원 선거에서 특별 선거.
정규 선거와 동시에 2018년 11월 6일에 개최될 Pat Meehan의 사임에 이어 펜실베이니아 7대 하원 의원 선거 특별 선거.
정규 선거와 동시에 2018년 11월 6일에 개최될 찰리 덴트 (Charlie Dent)의 사임에 이어 펜실베니아 (Pennsylvania)의 15번째 국회의원 특별 선거.
뉴욕의 제 25 하원 의원 선거구에서의 특별 선거는 2018년 11월 6일 정규 선거와 동시에 루이스 도살의 사망을 따른다다. 미국 하원에서 435명의 투표 석이 선거를 위해 올라간다. 또한 4년 임기의 푸에르토 리코 거주 감독관을 제외하고는 콜럼비아 특별구와 미국 영토에 대한 투표권이없는 대의원을 선출하기 위해 선거가 실시된다.

## 같이 보기
- 미국 대통령 선거
- 미국 연방 행정부
- 미국의 대통령
- 미국의 정치
- 2018년 미국의 우편 폭탄 배달 사건